# 莫里斯·奥丹广场

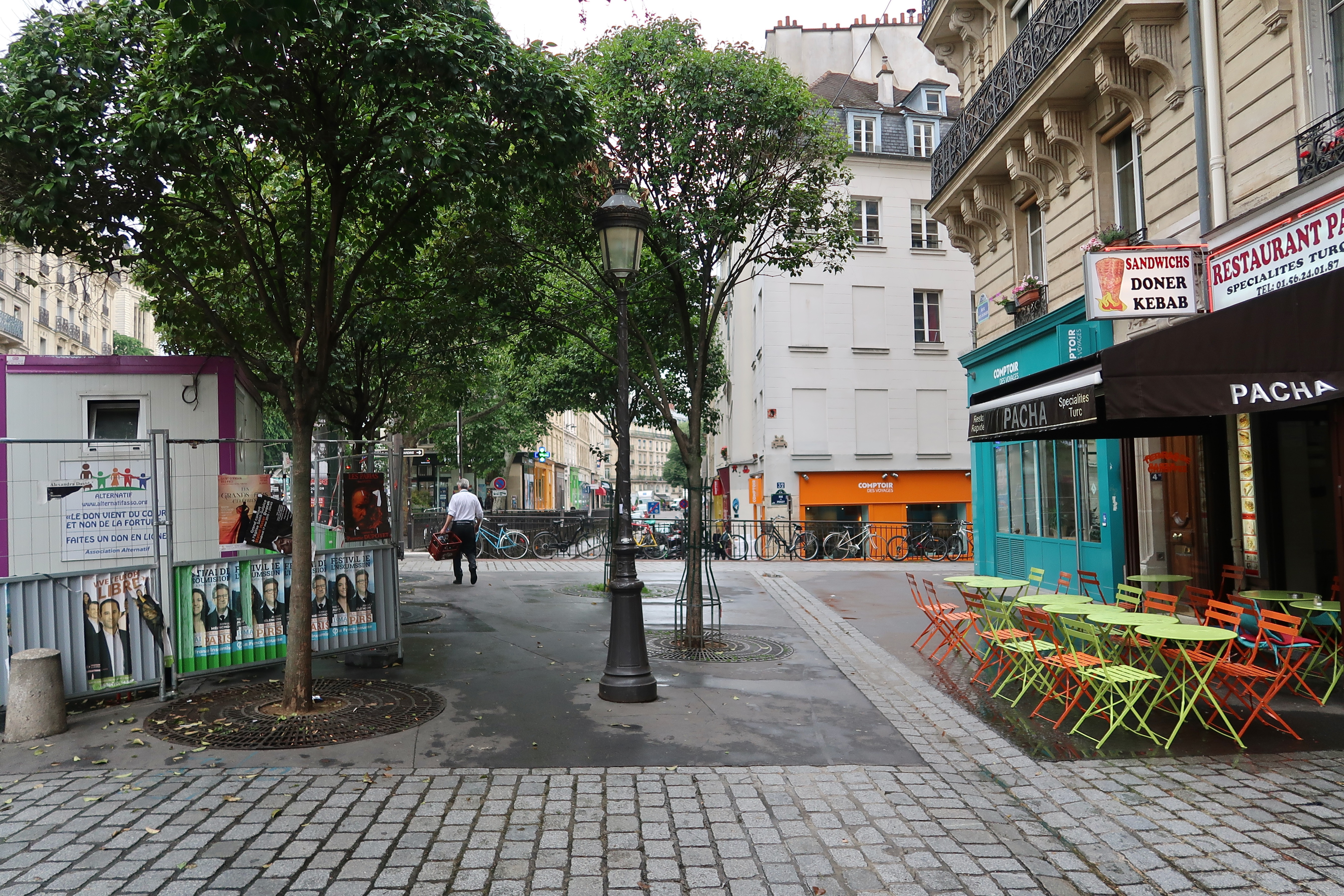

莫里斯·奥丹广场（Place Maurice-Audin）是巴黎第五区的一个三角形广场。长38米，宽5米。

## 交通
广场位于学校路（Rue des Écoles）、圣维克多路（rue Saint-Victor）和普瓦西路（Rue de Poissy）转角。
广场附近的地铁站是勒莫万枢机站（Cardinal Lemoine，5号线）。

## 名称
广场得名于数学家、阿尔及利亚共产党员莫里斯·奧丹 (1932-1957)。

## 历史
广场命名于2003年12月1日,2004年5月26日由市长贝特朗·德拉诺埃揭牌。